# César Augusto Franco Martínez

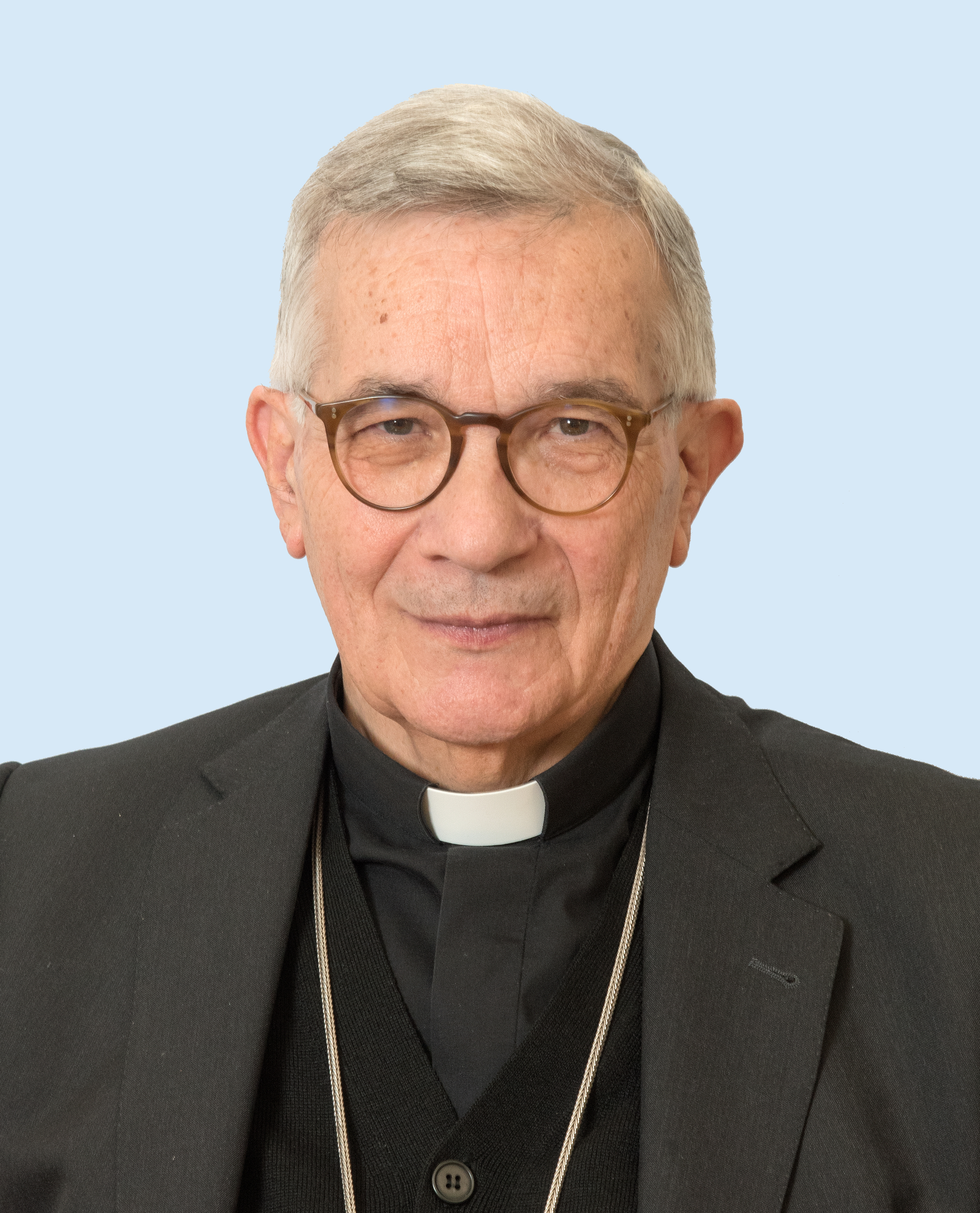
Bischof César A. Franco Martínez

César Augusto Franco Martínez (* 16. Dezember 1948 in Piñuécar) ist ein spanischer römisch-katholischer Geistlicher und emeritierter Bischof von Segovia.

## Leben
César Augusto Franco Martínez empfing am 20. Mai 1973 das Sakrament der Priesterweihe. 1978 erwarb er an der Päpstlichen Universität Comillas in Madrid ein Lizenziat im Fach Katholische Theologie. Zudem erwarb Franco Martínez 1980 ein Diplom im Fach Bibelwissenschaften an der École biblique et archéologique française de Jérusalem in Jerusalem. 1983 wurde er an der Päpstlichen Universität Comillas zum Doktor der Theologie promoviert.
Am 14. Mai 1996 ernannte ihn Papst Johannes Paul II. zum Titularbischof von Ursona und bestellte ihn zum Weihbischof in Madrid. Der Erzbischof von Madrid, Antonio María Rouco Varela, spendete ihm am 29. Juni desselben Jahres die Bischofsweihe; Mitkonsekratoren waren der Apostolische Nuntius in Spanien, Erzbischof Lajos Kada, und der emeritierte Erzbischof von Madrid, Ángel Kardinal Suquía.
César Augusto Franco Martínez war Koordinator des Weltjugendtages 2011 in Madrid.
Am 12. November 2014 ernannte ihn Papst Franziskus zum Bischof von Segovia. Die Amtseinführung fand am 20. Dezember desselben Jahres statt.
Papst Franziskus nahm am 3. Dezember 2024 seinen altersbedingten Rücktritt an.